# Leo Pinto
Leo Pinto (11. travnja 1914. – 10. kolovoza 2010.) je bivši indijski hokejaš na travi. Rodom je iz portugalske rimokatoličke obitelji iz Goe. Igrao je na mjestu vratara.
Osvojio je zlatno odličje na hokejaškom turniru na Olimpijskim igrama 1948. u Londonu igrajući za Indiju. U završnici je Indija pobijedila Uj. Kraljevstvo s 4:0. Zanimljivost toga susreta je što je bio strijelcem na tom susretu. Na Pintu je napravljen prekršaj. Pinto je skinuo vratarsku zaštitnu opremu, uzeo palicu i postigao 4. pogodak kojeg je Indija dala na toj utakmici. To je do danas jedinstveni slučaj da je vratar postigao pogodak u završnici. 
Karijeru je počeo u Bombaju u dobi od 13 godina. Tada je igrao za turniru Age Khana 1927. godine. Ukupno je sudjelovao u 27 uzastopnih turnira Age Khana.
Goanac je iz Mapuse. Bio je menedžerom hokejaškog kluba Tata Sports Club još dok je bio igračem. 
Bio je jednim od trenera indijskog predstavništva na Olimpijskim igrama 1972., osvojivši broncu. 

## Vanjske poveznice
- Bharatiya Hockey